# Nyck de Vries
Hendrik de Vries, dit Nyck de Vries, né le 6 février 1995 à Sneek aux Pays-Bas, est un pilote automobile néerlandais.
Il est pilote de réserve chez Mercedes Grand Prix en Formule 1 de 2020 à 2022. En 2022, il effectue trois séances d'essais libres 1 chez Mercedes, Williams et Aston Martin. Il participe à son premier Grand Prix en Italie à Monza la même année chez Williams en remplacement d'Alex Albon.
Il est sacré double champion de Formule Renault en 2014 avec Koiranen GP puis champion de Formule 2 avec ART Grand Prix en 2019 et enfin champion du monde de Formule E avec Mercedes en 2021.
Il effectue sa première saison en Formule 1 en tant que titulaire avec AlphaTauri en 2023 aux côtés de Yuki Tsunoda, en remplacement de Pierre Gasly, parti chez Alpine. Il est licencié après dix Grands Prix et remplacé dès le Grand Prix de Hongrie par Daniel Ricciardo.

## Biographie

### 2012-2014: débuts en monoplace et titres en Formule Renault 2.0
Alors qu'il obtient de bons résultats en karting, Nyck de Vries est recruté en 2010 par McLaren Racing qui l'intègre dans son programme des jeunes pilotes. Il fait ensuite ses débuts en monoplace en 2012, en Formula Renault 2.0 NEC. Au sein de l'écurie R-ace GP, il dispute onze courses et réalise sa meilleure performance à domicile, à Assen, où il termine 2e le samedi et 1er le dimanche après avoir signé la pole position. Il termine 10e du classement final. En parallèle, il prend part à la saison entière d'Eurocup Formula Renault 2.0, toujours chez R-ace GP. Il termine 2e dès sa première course à Alcañiz et obtient une nouvelle 2e place plus tard sur le Hungaroring, il se classe 5e du championnat.
En 2013, il rejoint Koiranen GP mais rempile en Eurocup Formula Renault 2.0. Il doit attendre la dixième course de la saison pour monter sur la plus haute marche du podium, de nouveau à Budapest. Il gagne également à Barcelone et comme l'année précédente, prend la 5e place au championnat. Il prend également part à six courses de Formula Renault 2.0 Alps, et deux 2e places sur le circuit du Mugello lui permettent de terminer 8e au championnat.
Ses objectifs pour 2014 sont clairs, il veut obtenir des titres. De Vries reste dans la structure finlandaise et ce choix s'avère payant puisqu'il gagne cinq des quatorze courses d'Eurocup Formula Renault 2.0, en dominant facilement ses adversaires. Il est également sacré champion en Formula Renault 2.0 Alps, où sa domination est encore plus nette. En quatorze courses, il monte à douze reprises sur le podium et obtient neuf victoires pour autant de pole.

### 2015: passage prometteur en Formule Renault 3.5 Series
Ces deux titres lui permettent en toute logique de monter en Formula Renault 3.5 Series en 2015, avec DAMS
. Il réalise de bonnes performances et obtient notamment sa première pole position dès la deuxième course de la saison à Alcañiz, qu'il convertit en 2e place à l'arrivée. Il doit attendre la dernière course de l'année à Jerez pour triompher, une course qui marque également la toute dernière collaboration de la série avec Renault Sport. Avec cinq podiums et une victoire, il ne peut rivaliser avec Matthieu Vaxivière et Oliver Rowland et termine 3e du championnat.

### 2016: saison prometteuse en GP3 Series
Nyck de Vries prend part au championnat de GP3 Series en 2016 en signant chez ART Grand Prix. Il obtient son premier podium sur le Red Bull Ring avec une 3e place, puis obtient sa première pole à Budapest. Il faut attendre la deuxième course de Monza pour le voir remporter sa première victoire, performance qu'il réitère à Yas Marina en toute fin de saison. Il termine 6e du championnat, derrière ses équipiers Charles Leclerc et Alexander Albon, qui sont respectivement champion et vice-champion.

### 2017-2019: champion de Formule 2 et séparation avec McLaren

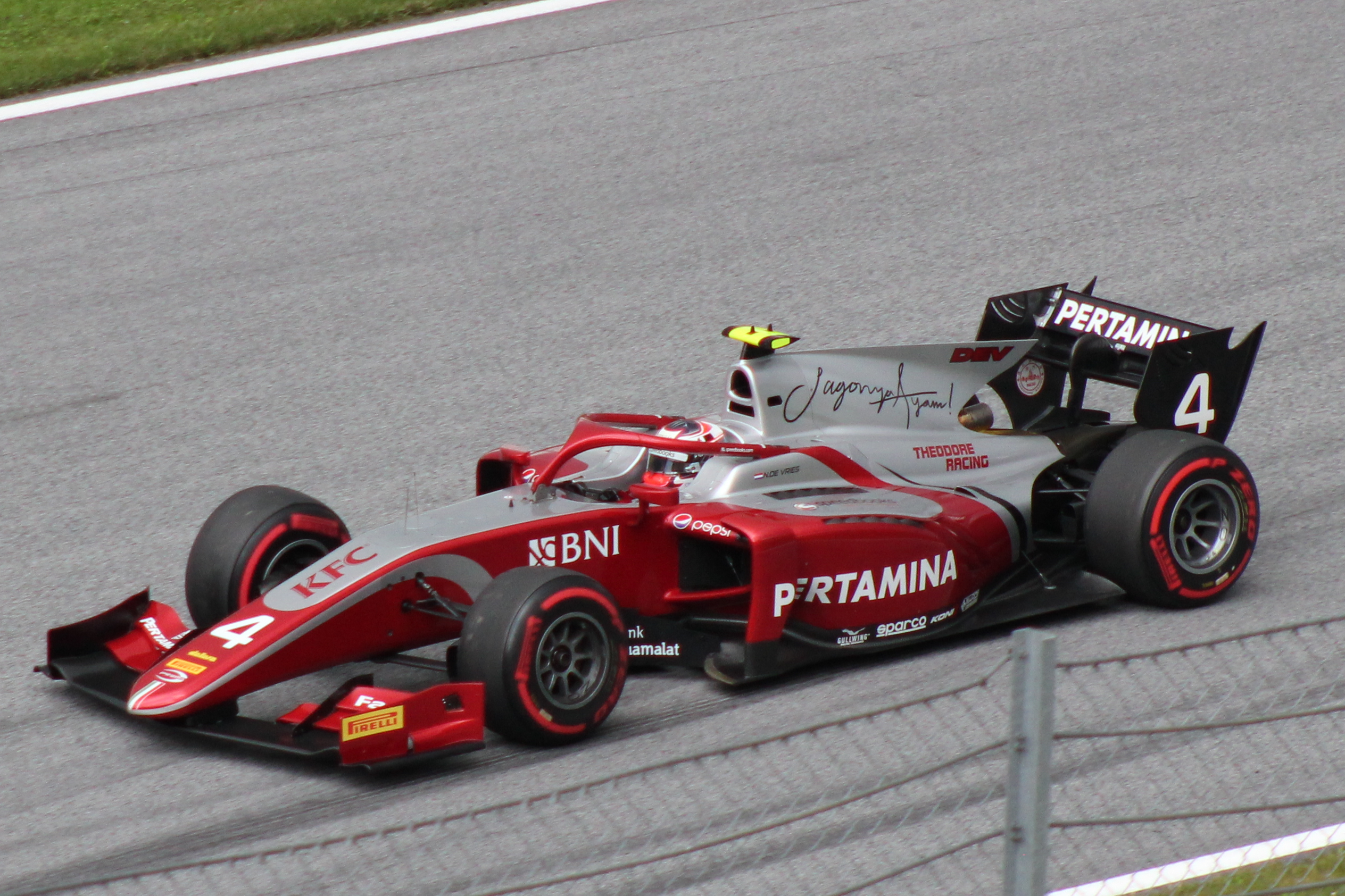
Nyck de Vries en 2018 sur le Red Bull Ring.

En 2017, il rejoint Rapax et participe à sa première saison de Formule 2, nouveau nom du GP2 Series. Il réalise un début de saison satisfaisant en inscrivant quelques points, puis Nyck connaît sa première victoire lors de la course sprint de Monaco. Un mois plus tard en Azerbaïdjan, il termine 2e de la course principale. Peu avant la manche de Spa-Francorchamps, il échange son baquet avec Louis Delétraz et rejoint Racing Engineering, tandis que le suisse rejoint Rapax Team. Pour son premier week-end avec sa nouvelle écurie, il termine 2e de la course sprint. En lutte pour la victoire à Monza, il s'accroche dans le dernier tour de la course principale avec Charles Leclerc et manque l'occasion d'inscrire de gros points. Il se classe finalement 7e du championnat. Juste après le dernier week-end à Abou Dabi, Nyck de Vries signe un contrat avec Prema Racing pour 2018.
Début 2018, Nyck de Vries prend pour la première fois le volant d'une Formule E et participe avec Audi Sport ABT Schaeffler aux essais des rookies, sur le circuit Moulay El Hassan de Marrakech. En Formule 2, il obtient son premier podium de l'année à Bakou, en finissant 2e le dimanche. Il remporte ensuite deux victoires, une première sur le Paul-Ricard puis une autre en Hongrie, où il double l'autre protégé de McLaren Lando Norris en fin de course sur une piste humide. Il obtient sa première pole position en Formule 2 à Spa-Francorchamps, avant de s'imposer une troisième fois dans la saison. Il termine 4e du championnat avec 202 points.
Nyck de Vries reste en Formule 2 en 2019, et retrouve son ancienne écurie ART Grand Prix mais sans le soutien de McLaren, dont il a quitté le programme de jeunes pilotes en fin d'année précédente. Il fait alors figure de favori pour le titre en Formule 2. Il monte sur son premier podium à Bakou, puis remporte la course sprint de Barcelone. À Monaco, tandis qu'il est recruté par Mercedes Grand Prix au poste de pilote de simulateur, il obtient la pole position et la victoire en course principale. Il prend alors la tête du championnat en remportant la course principale du Castellet. À Sotchi, avant-dernière manche de la saison, il est mathématiquement sacré champion de Formule 2 après une quatrième victoire.

### 2018-2022: titulaire en Championnat du monde d'Endurance (WEC)

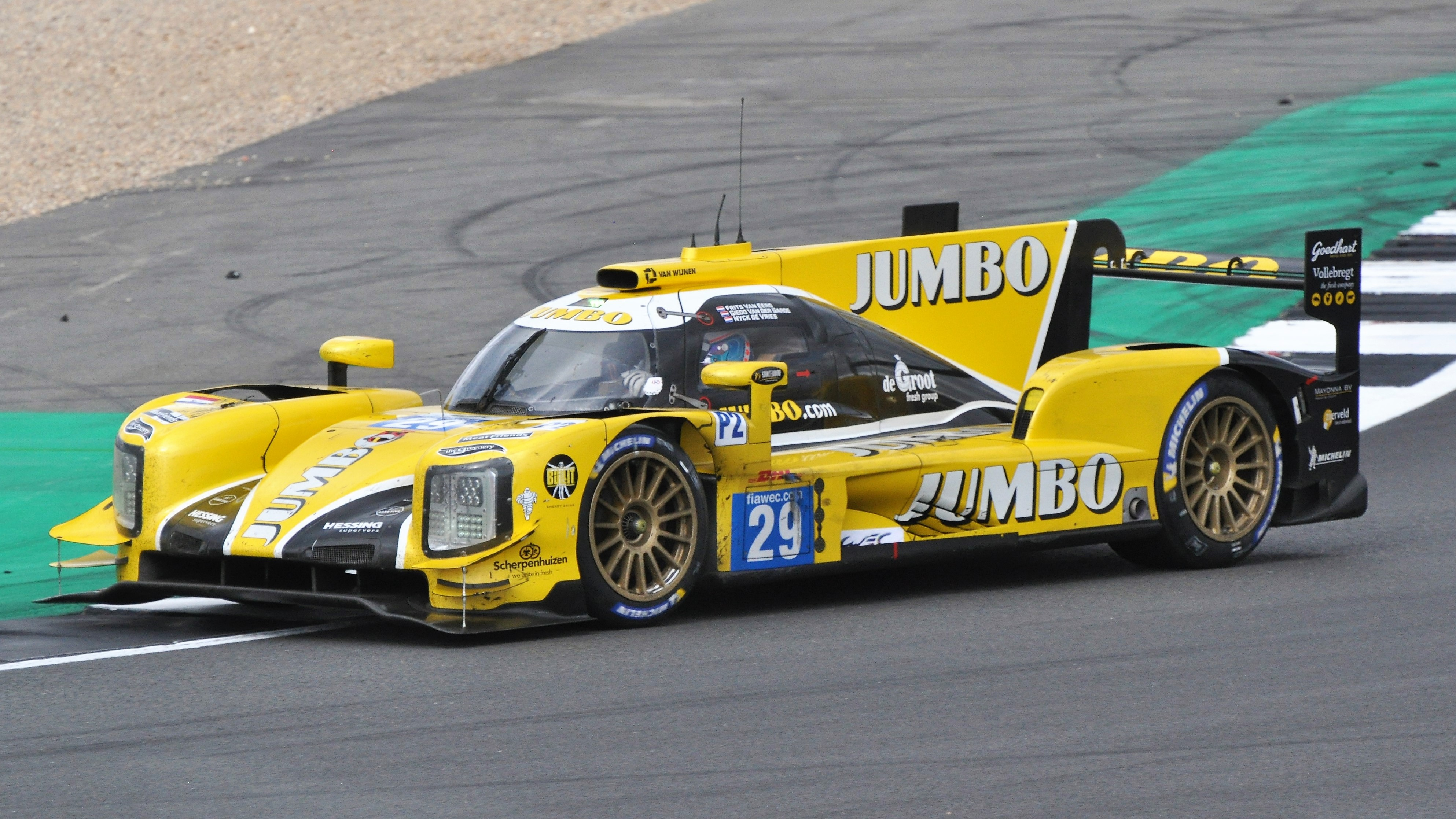
Nyck de Vries aux 6 Heures de Silverstone 2018.

Parallèlement à la Formule 2, Nyck de Vries participe à plusieurs manches du championnat du monde d'endurance 2018-2019, en remplacement de Jan Lammers chez Racing Team Nederland en catégorie LMP2. Pour sa première participation aux 24 Heures du Mans, il sort de la piste le dimanche matin et percute le mur de pneus. Son équipage ne peut faire mieux que la 27e place au classement général.

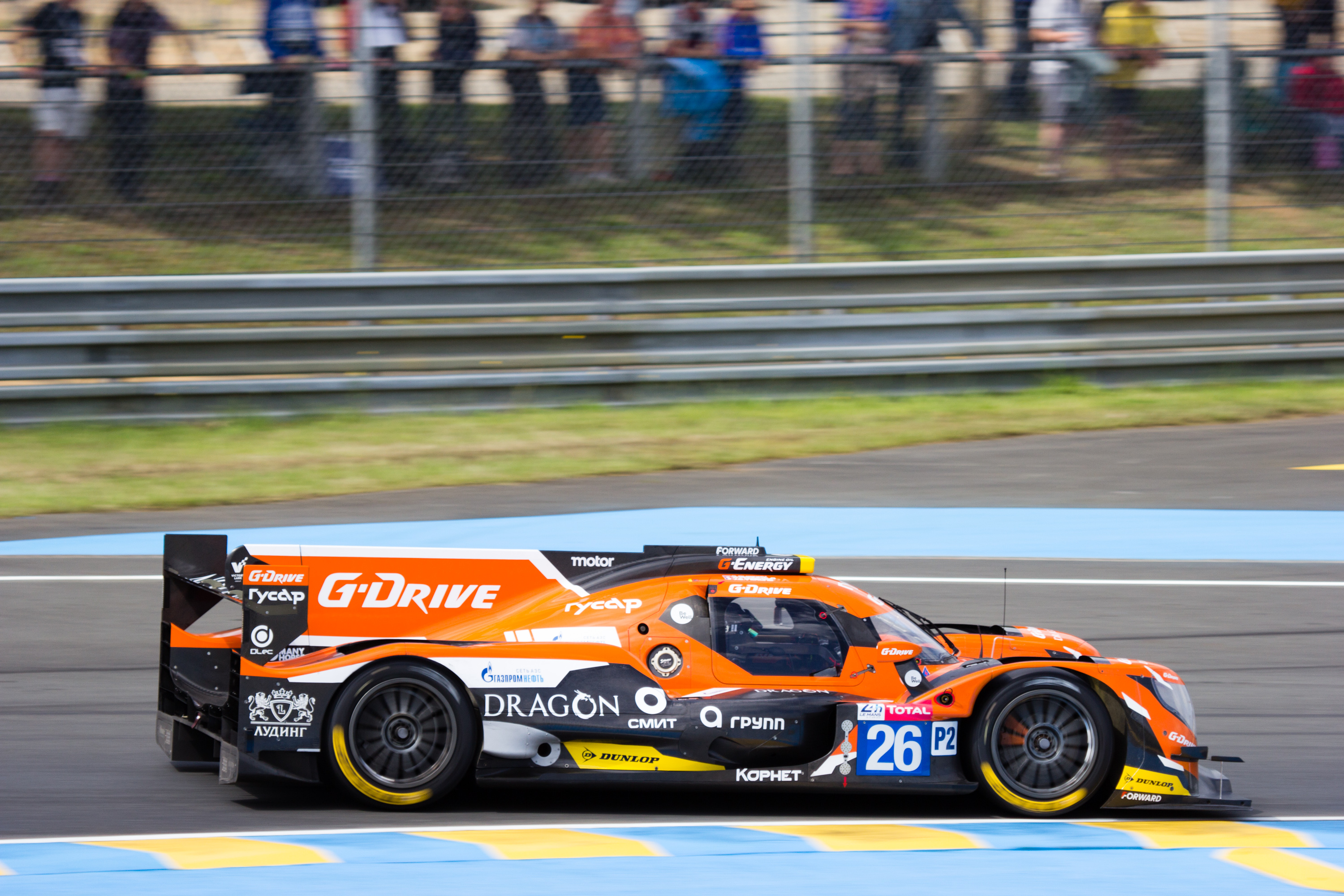
Oreca 07 de l'écurie G-Drive Racing lors des 24 Heures du Mans

Il continue l'aventure pour la saison 2019-2020 et remporte les 6 Heures de Fuji en LMP2. Pour sa deuxième participation au Mans, toujours avec Racing Team Nederland, il voit pour la première fois le drapeau à damier et termine 19e. Pour la saison 2021, il effectua un programme plus limité avec une course avec l'écurie néerlandaise Racing Team Nederland et deux courses avec l'écurie russes G-Drive Racing. Il avait obtenu comme meilleure classification, une 3e place lors des 6 Heures de Monza
Il prend également part au championnat European Le Mans Series lors des saisons 2020 et 2021 avec l'écurie russe G-Drive Racing. Il a ainsi participé à huit courses ; il signe quatre podiums dont deux victoires, l'une aux 4 Heures de Portimão 2020 et l'autre aux 4 Heures du Castellet 2021.

### 2019-2020: première saison en Formule E avec Mercedes
En septembre 2019, Nyck de Vries est officialisé comme pilote de Mercedes EQ en Formule E. Il fait équipe avec Stoffel Vandoorne. Lors des deux premières courses de la saison, à Dariya en Arabie saoudite, Nyck de Vries termine 6e et 16e, puis 5e à Santiago. En mars, à cause de la pandémie de Covid-19, toutes les autres courses de la saison sont annulées. Seul l'ePrix de Berlin peut être reporté et a finalement lieu avec six courses au moins d'août. Il termine 4e à deux reprises et monte sur son premier podium lors de la dernière course de la saison en terminant deuxième. Nyck de Vries termine sa première saison à la 11e place du classement des pilotes avec 60 points, tandis que son coéquipier Stoffel Vandoorne termine vice-champion.
En fin de saison, Mercedes confirme Nyck de Vries et Stoffel Vandoorne pour la saison 2020-2021.

### 2021: champion du monde de Formule E
Pour sa deuxième saison en Formule E, Nyck de Vries remporte sa première victoire dans le championnat lors du premier ePrix de la saison disputé à Dariya. Le lendemain, toujours sur le même circuit, son équipe ne prend pas part à la seconde session des qualifications à la demande de la direction de course à la suite de l'accident du pilote suisse Edoardo Mortara, également équipé d'un groupe-motopropulseur Mercedes, lors des essais libres. Après enquête, notamment au niveau du groupe-motopropulseur Mercedes, son équipe est autorisée à participer à la deuxième course. Le pilote néerlandais termine quatorzième mais conserve le leadership du championnat pilotes.
Le 2 mars 2021, en parallèle à son programme en championnat du monde de Formule E, Nyck de Vries est confirmé en tant que pilote de réserve chez  Mercedes Grand Prix en Formule 1.
Le 15 août 2021, Nyck de Vries remporte le Championnat du Monde de Formule E 2021 dans l'équipe Mercedes EQ Formula E Team, avec 99 points marqués pendant la saison.

### 2022: Formule E chez Mercedes et premier Grand Prix de Formule 1 avec Williams
Alors que plusieurs rumeurs annoncent sa titularisation chez Williams F1 Team pour la saison 2022 de Formule 1, le pilote néerlandais reste en Formule E aux côtés de Stoffel Vandoorne,. Lors de l'ePrix de Dariya 2022, il remporte la première course et se classe à la dixième place lors de la seconde ,. S'il ne marque pas de points lors de l'ePrix de Rome, il rentre ensuite dans le Top 10 des courses suivantes, hormis à Jakarka après un abandon à cause d'une crevaison,.
Sa fin de saison est marquée par deux abandons aux deux courses de l'ePrix de Séoul, le premier étant dû à un énorme carambolage impliquant 8 voitures (il se retrouve sous une monoplace lors de l'accident),. En août 2022, il termine la saison 2021/2022 à la neuvième place du championnat avec 106 points. L'écurie Mercedes EQ reste championne du monde des constructeurs, aidé par le titre de champion du monde de son coéquipier,.
Lors du Grand Prix d'Italie, de Vries participe à la première séance d'essais libres du vendredi en remplacement de Sebastian Vettel au volant de l'AMR22. Le lendemain, il est appelé pour remplacer Alexander Albon, atteint d'une appendicite, pour le reste du week-end. Après avoir découvert la Williams FW44 au cours de la troisième séance d'essais libres, il parvient à se classer treizième lors de la séance de qualification. Grâce aux pénalités reçues par plusieurs pilotes, il s'élance depuis la huitième position le dimanche. Ne commettant aucune erreur en piste, il termine neuvième de la course, et marque ses premiers points en Formule 1. Grâce à cette performance, il est également élu pilote du jour.
Préalablement engagé en WEC et Formule E pour la saison 2023, de Vries est approché par la Scuderia AlphaTauri au cours du mois de septembre pour remplacer Pierre Gasly, en passe de rejoindre Alpine F1 Team. Le 8 octobre, en marge du Grand Prix du Japon, l'équipe italienne annonce la titularisation du pilote néerlandais pour la saison 2023.

### 2023: demi-saison en Formule 1 chez AlphaTauri

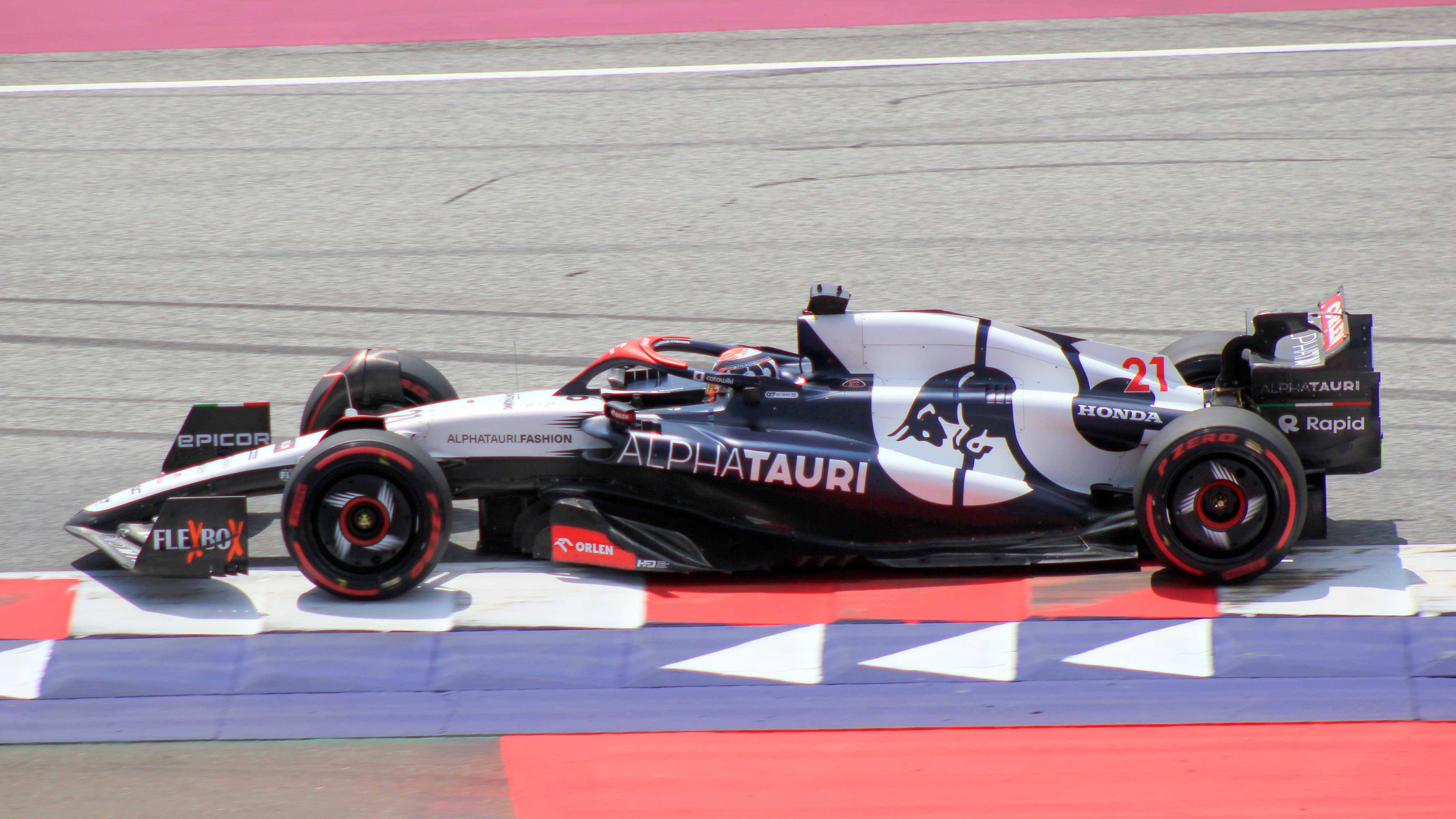
De Vries au volant de l'AlphaTauri AT04 lors du Grand Prix d'Autriche 2023

De Vries effectue sa première saison en Formule 1 en tant que titulaire avec AlphaTauri en 2023 aux côtés de Yuki Tsunoda, en remplacement de Pierre Gasly, parti chez Alpine.
Après un début de saison en demi-teinte où il ne parvient pas à entrer dans les points et se retrouve régulièrement battu par Yuki Tsunoda en qualification ainsi qu'en course, Helmut Marko lui met la pression pour obtenir des meilleurs résultats. Il est licencié à l'issue du Grand Prix de Grande-Bretagne et remplacé par Daniel Ricciardo.

### 2024: double programme en Formule E et en WEC
Le 27 septembre 2023, de Vries officialise son retour en Formule E chez Mahindra pour la saison 2023-2024. En fin d'année, le Néerlandais est officialisé par Toyota pour la saison 2024 du championnat du monde d'endurance aux côtés de Mike Conway et de Kamui Kobayashi.

## Carrière

### Résultats en formules de promotion
| Saison | Championnat                 | Écurie                        | Courses | Victoires | Pole positions | Meilleurs tours | Podiums | Points | Classement |
| ------ | --------------------------- | ----------------------------- | ------- | --------- | -------------- | --------------- | ------- | ------ | ---------- |
| 2012   | Eurocup Formula Renault 2.0 | R-ace GP                      | 14      | 0         | 0              | 1               | 2       | 78     | 5e         |
| 2012   | Formula Renault 2.0 NEC     | R-ace GP                      | 11      | 1         | 1              | 2               | 4       | 166    | 10e        |
| 2013   | Eurocup Formula Renault 2.0 | Koiranen GP                   | 14      | 2         | 1              | 2               | 5       | 113    | 5e         |
| 2013   | Formula Renault 2.0 Alps    | Koiranen GP                   | 6       | 0         | 0              | 0               | 2       | 68     | 8e         |
| 2014   | Eurocup Formula Renault 2.0 | Koiranen GP                   | 14      | 5         | 6              | 5               | 10      | 254    | Champion   |
| 2014   | Formula Renault 2.0 Alps    | Koiranen GP                   | 14      | 9         | 9              | 10              | 12      | 300    | Champion   |
| 2015   | Formula Renault 3.5 Series  | DAMS                          | 17      | 1         | 1              | 1               | 6       | 160    | 3e         |
| 2016   | GP3 Series                  | ART Grand Prix                | 18      | 2         | 1              | 1               | 5       | 133    | 6e         |
| 2017   | Formule 2                   | Rapax Team Racing Engineering | 21      | 1         | 0              | 1               | 5       | 114    | 7e         |
| 2018   | Formule 2                   | Prema Racing                  | 24      | 3         | 2              | 6               | 6       | 202    | 4e         |
| 2019   | Formule 2                   | ART Grand Prix                | 22      | 4         | 5              | 3               | 12      | 266    | Champion   |

## Résultats en championnat du monde de Formule 1
| Saison | Écurie                       | Châssis | Moteur                                      | Pneus   | GP disputés | Pole positions | Victoires | Podiums | Meilleurs tours | Dans les points | Abandons | Points inscrits | Classement |
| ------ | ---------------------------- | ------- | ------------------------------------------- | ------- | ----------- | -------------- | --------- | ------- | --------------- | --------------- | -------- | --------------- | ---------- |
| 2022   | Williams Racing              | FW44    | Mercedes V6 turbo hybride                   | Pirelli | 1           | 0              | 0         | 0       | 0               | 1               | 0        | 2               | 21e        |
| 2023   | Scuderia AlphaTauri Red Bull | AT04    | Red Bull Powertrains-Honda V6 turbo hybride | Pirelli | 10          | 0              | 0         | 0       | 0               | 0               | 2        | 0               | 22e        |
|        | Total                        |         |                                             |         | 11          | 0              | 0         | 0       | 0               | 1               | 2        | 2               |            |

| Saison        | Écurie                       | Châssis         | Moteur                                               | Pneus | 1      | 2      | 3       | 4        | 5      | 6      | 7      | 8      | 9      | 10     | 11  | 12  | 13  | 14  | 15  | 16    | 17  | 18  | 19  | 20  | 21  | 22  | Classement | Points inscrits |
| ------------- | ---------------------------- | --------------- | ---------------------------------------------------- | ----- | ------ | ------ | ------- | -------- | ------ | ------ | ------ | ------ | ------ | ------ | --- | --- | --- | --- | --- | ----- | --- | --- | --- | --- | --- | --- | ---------- | --------------- |
| 2022          | Williams Racing              | Williams FW44   | Mercedes V6 turbo hybride M13 Performance            | P     | BAH    | SAU    | AUS     | EMI      | MIA    | ESP    | MON    | AZE    | CAN    | GBR    | AUT | FRA | HON | BEL | P-B | ITA 9 | SIN | JAP | USA | MEX | SAO | ABU | 21e        | 2               |
| 2023          | Scuderia AlphaTauri Red Bull | AlphaTauri AT04 | Red Bull Powertrains-Honda V6 turbo hybride RBPTH001 | P     | BAH 14 | SAU 14 | AUS 15* | AZE Abd. | MIA 18 | MON 12 | ESP 14 | CAN 18 | AUT 17 | GBR 17 | HON | BEL | P-B | ITA | SIN | JAP   | QAT | USA | MEX | BRE | LVE | ABU | 22e        | 0               |
| Légende : ici |                              |                 |                                                      |       |        |        |         |          |        |        |        |        |        |        |     |     |     |     |     |       |     |     |     |     |     |     |            |                 |

## Résultats enchampionnat du monde de Formule E
| Saison    | Écurie                     | Courses disputées | Pole positions | Victoires | Podiums | Dans les points | Abandons | Points inscrits | Classement |
| --------- | -------------------------- | ----------------- | -------------- | --------- | ------- | --------------- | -------- | --------------- | ---------- |
| 2019-2020 | Mercedes EQ Formula E Team | 11                | 0              | 0         | 1       | 5               | 2        | 60              | 11e        |
| 2020-2021 | Mercedes EQ Formula E Team | 15                | 1              | 2         | 4       | 7               | 3        | 99              | Champion   |
| 2021-2022 | Mercedes EQ Formula E Team | 16                | 1              | 2         | 3       | 11              | 4        | 106             | 9e         |
| 2023-2024 | Mahindra Racing            | 14                | 0              | 0         | 0       | 0               | 0        | 18              | 18e        |
| 2024-2025 | Mahindra Racing            | 0                 | 0              | 0         | 0       | 0               | 0        | 0               | e          |
| TOTAL     |                            | 44                | 2              | 4         | 8       | 23              | 9        | 265             |            |

| Saison    | Écurie                     | Constructeur      | Groupe motopropulseur            | Pneus | 1      | 2      | 3        | 4        | 5       | 6      | 7        | 8      | 9        | 10     | 11     | 12     | 13     | 14      | 15       | 16       | Classement | Points inscrits |
| --------- | -------------------------- | ----------------- | -------------------------------- | ----- | ------ | ------ | -------- | -------- | ------- | ------ | -------- | ------ | -------- | ------ | ------ | ------ | ------ | ------- | -------- | -------- | ---------- | --------------- |
| 2019-2020 | Mercedes EQ Formula E Team | Spark–Mercedes EQ | Mercedes-Benz EQ Silver Arrow 01 | M     | DAR 6  | DAR 16 | SAN 5    | MEX Abd. | MAR 11  | BER 4  | BER Abd. | BER 18 | BER 4    | BER 20 | BER 2  |        |        |         |          |          | 11e        | 60              |
| 2020-2021 | Mercedes EQ Formula E Team | Spark–Mercedes EQ | Mercedes-Benz EQ Silver Arrow 02 | M     | DAR 1  | DAR 9  | ROM Abd. | ROM 20*  | VAL 1   | VAL 16 | MON Abd. | PUE 9  | PUE Abd. | NYC 13 | NYC 18 | LON 2  | LON 2  | BER 22  | BER 8    |          | Champion   | 99              |
| 2021-2022 | Mercedes EQ Formula E Team | Spark–Mercedes EQ | Mercedes-Benz EQ Silver Arrow 02 | M     | DAR 1  | DAR 10 | MEX 6    | ROM 20*  | ROM 15  | MON 10 | BER 10   | BER 1  | JAK Abd. | MAR 6  | NYC 8  | NYC 7  | LON 6  | LON 3   | SEO Abd. | SEO Abd. | 9e         | 106             |
| 2023-2024 | Mahindra Racing            | Formule E Gen3    | Mahindra M10-Electro             | H     | MEX 15 | DAR 17 | DAR 15   | SAP 14   | TOK Ret | MIS 14 | MIS 15   | MCO 12 | BER      | BER    | SHG 7  | SHG 16 | POR 12 | POR Ret | LDN 4    | LDN 16   | 18e        | 18              |
| 2024-2025 | Mahindra Racing            | Formule E Gen3    | Mahindra M10-Electro             | H     | SAO    | MEX    | JED      | JED      | MIA     | MCO    | MCO      | TKO    | TKO      | SHA    | SHA    | JKT    | BER    | BER     | LDN      | LDN      | e          |                 |

## Résultats aux 24 Heures du Mans
| Année | Équipe                 | no | Châssis             | Moteur                           | Pneus    | Catégorie | Équipiers                          | Tours | Résultat général | Résultat catégorie |
| ----- | ---------------------- | -- | ------------------- | -------------------------------- | -------- | --------- | ---------------------------------- | ----- | ---------------- | ------------------ |
| 2019  | Racing Team Nederland  | 29 | Dallara P217        | Gibson GK428 4,2 l V8            | Michelin | LMP2      | Giedo van der Garde Frits van Eerd | 340   | 26e              | 15e                |
| 2020  | Racing Team Nederland  | 29 | Oreca 07            | Gibson GK428 4,2 l V8            | Michelin | LMP2      | Giedo van der Garde Frits van Eerd | 349   | 19e              | 16e                |
| 2021  | G-Drive Racing         | 26 | Oreca 07            | Gibson GK428 4,2 l V8            | Michelin | LMP2      | Roman Rusinov Franco Colapinto     | 358   | 12e              | 7e                 |
| 2022  | TDS Racing x Vaillante | 13 | Oreca 07            | Gibson GK428 4,2 l V8            | Goodyear | LMP2      | Mathias Beche Tijmen van der Helm  | 368   | 8e               | 4e                 |
| 2024  | Toyota Gazoo Racing    | 7  | Toyota GR010 Hybrid | Toyota 3.5L V6 Bi-Turbo (Hybrid) | Michelin | Hypercar  | José María López Kamui Kobayashi   | 311   | 2e               | 2e                 |

## Résultats enChampionnat du monde d'endurance FIA
| Année     | Ecurie                | Châssis             | Moteur                              | Classe   | 1        | 2       | 3      | 4      | 5      | 6      | 7        | 8        | Position | Points |
| --------- | --------------------- | ------------------- | ----------------------------------- | -------- | -------- | ------- | ------ | ------ | ------ | ------ | -------- | -------- | -------- | ------ |
| 2018-2019 | Racing Team Nederland | Dallara P217        | Gibson GK428 V8 atmosphérique 4 l   | LMP2     | SPA      | LMS     | SIL 8  | FUJ 12 | SHA 11 | SEB 9  | SPA 11   | LMS 10   | 25e      | 10.5   |
| 2019-2020 | Racing Team Nederland | Oreca 07            | Gibson GK428 V8 atmosphérique 4,2 l | LMP2     | SIL      | FUJ 4   | SHA 10 | BAH 8  | CAM 8  | SPA    | LMS 9    | BAH 5    | 13e      | 42     |
| 2021      | Racing Team Nederland | Oreca 07            | Gibson GK428 V8 atmosphérique 4,2 l | LMP2     | SPA      | POR     | MNZ 3  | LMS    | BHR    | BHR    |          |          | 19e      | 15     |
| 2021      | G-Drive Racing        | Oreca 07            | Gibson GK428 V8 atmosphérique 4,2 l | LMP2     | SPA N.c. | POR     | MNZ    | LMS 7  | BHR    | BHR    |          |          | 19e      | 15     |
| 2024      | Toyota Gazoo Racing   | Toyota GR010 Hybrid | Toyota 3,5 L Bi-Turbo V6 (Hybrid)   | Hypercar | QAT 5e   | ITA 1er | SPA 7e | LMS 2e | SÃO 4e | COA 2e | FUJ Abd. | BHR Abd. | 3e       | 113    |

## Résultats enEuropean Le Mans Series
| Année | Ecurie         | Châssis  | Moteur                              | Classe | 1     | 2     | 3     | 4        | 5       | 6     | Position | Points |
| 2020  | G-Drive Racing | Aurus 01 | Gibson GK428 V8 atmosphérique 4,2 l | LMP2   | LEC 2 | SPA   | LEC   | MON Abd. | POR 1   |       | 5e       | 43     |
| 2021  | G-Drive Racing | Aurus 01 | Gibson GK428 V8 atmosphérique 4,2 l | LMP2   | BAR 4 | RBR 2 | LEC 1 | MON      | SPA Nc. | POR 5 | 5e       | 67     |

### Résultats en Super Formula
| Année | Ecurie                 | 1   | 2   | 3   | 4   | 5       | 6       | 7       | 8   | 9   | Position | Points |
| 2024  | Itochu Enex Team Impul | SUZ | AUT | SUG | FUJ | MOT 13e | FUJ 11e | FUJ 11e | SUZ | SUZ | 18e      | 0      |